# Lutjanus

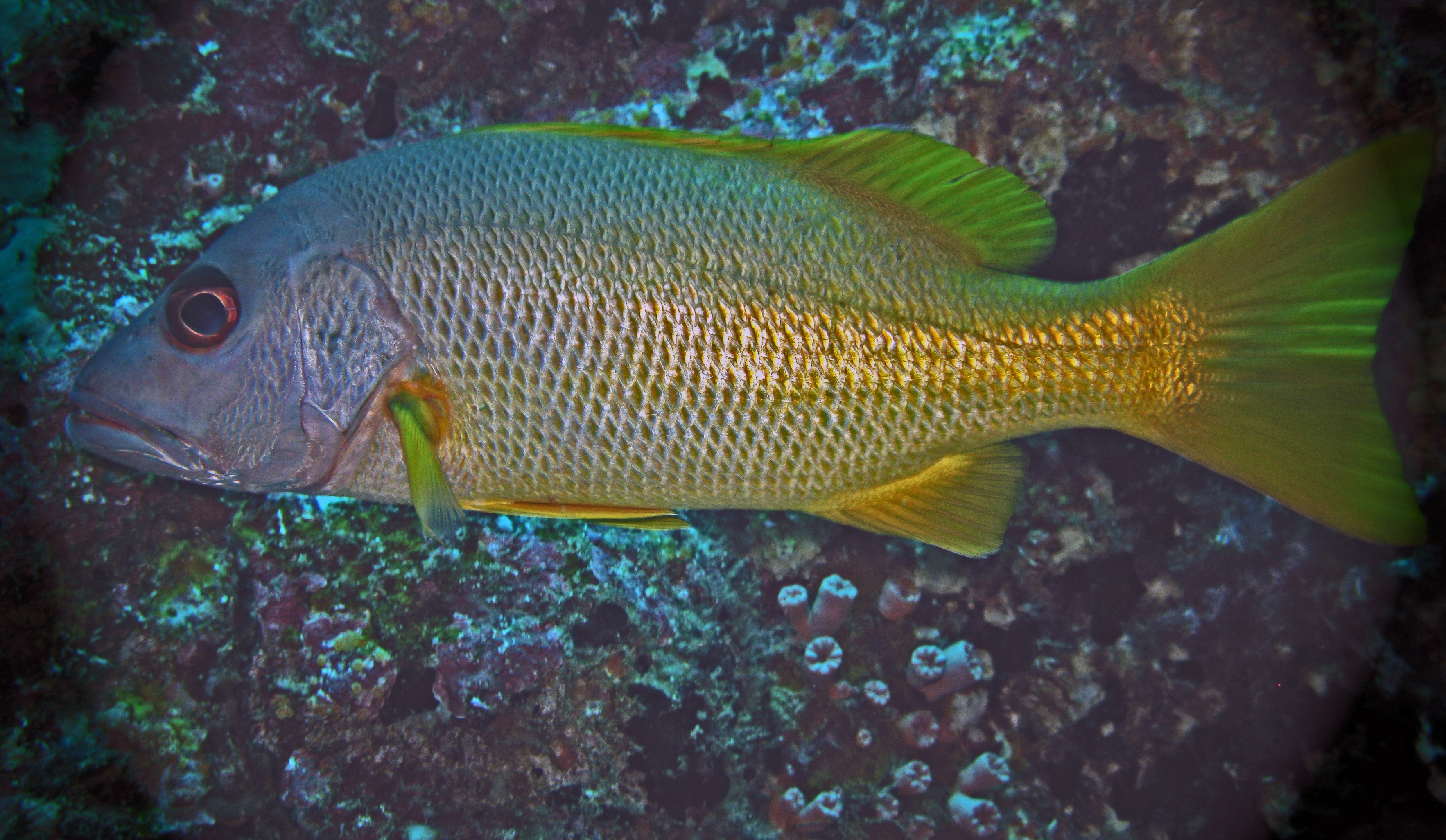
Lutjanus argentimaculatus

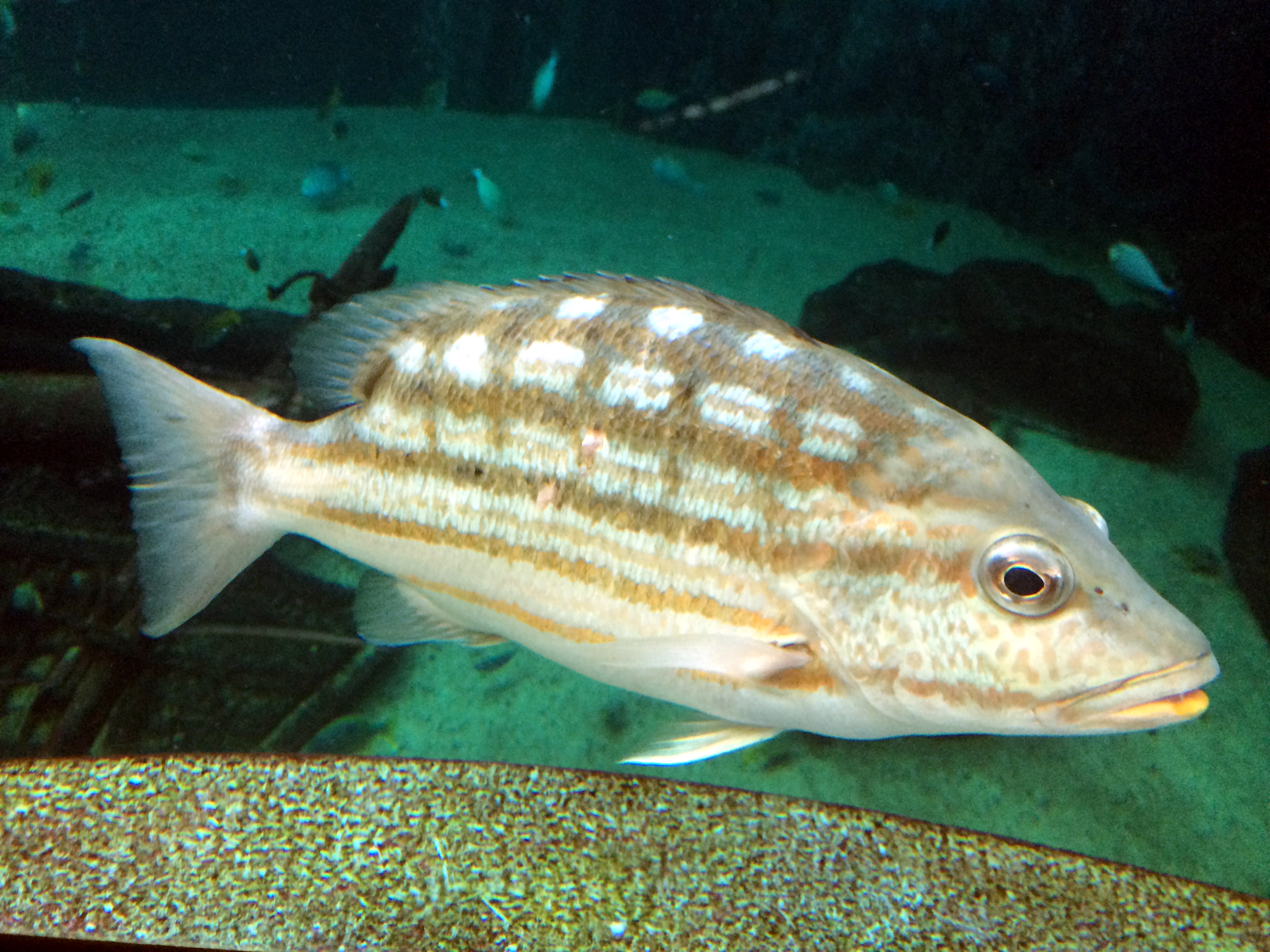
Lutjanus decussatus

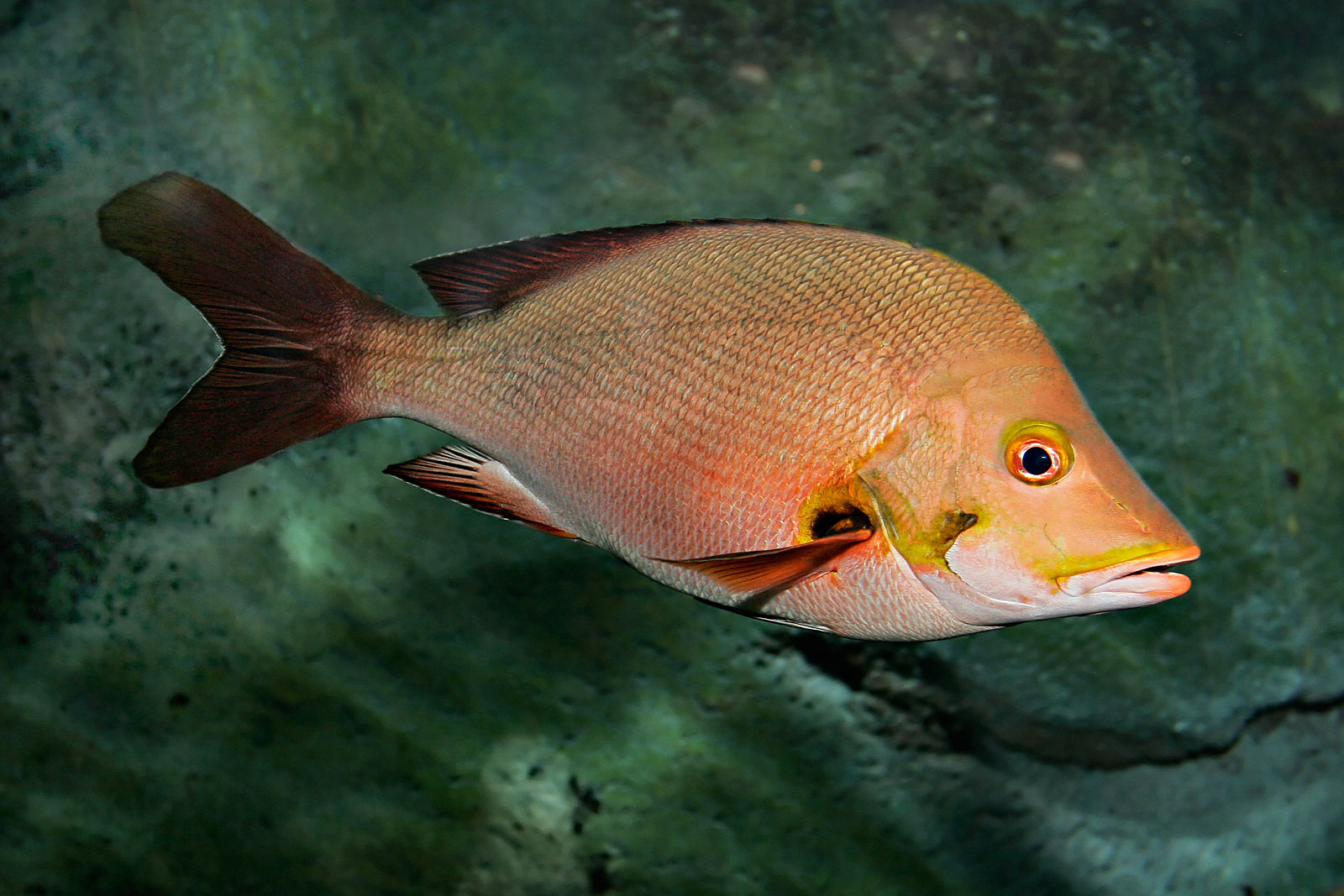
Lutjanus gibbus

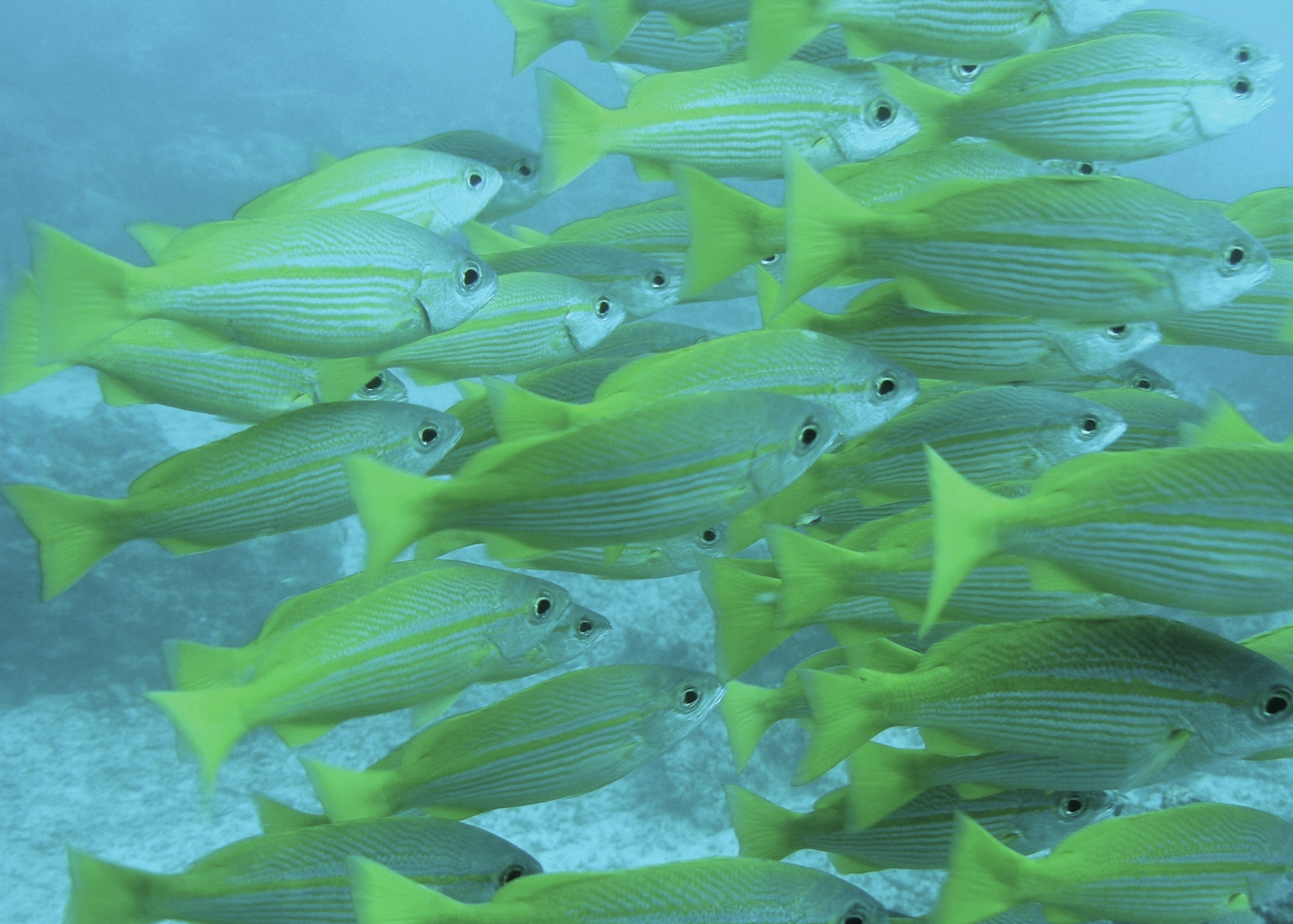
Lutjanus lutjanus

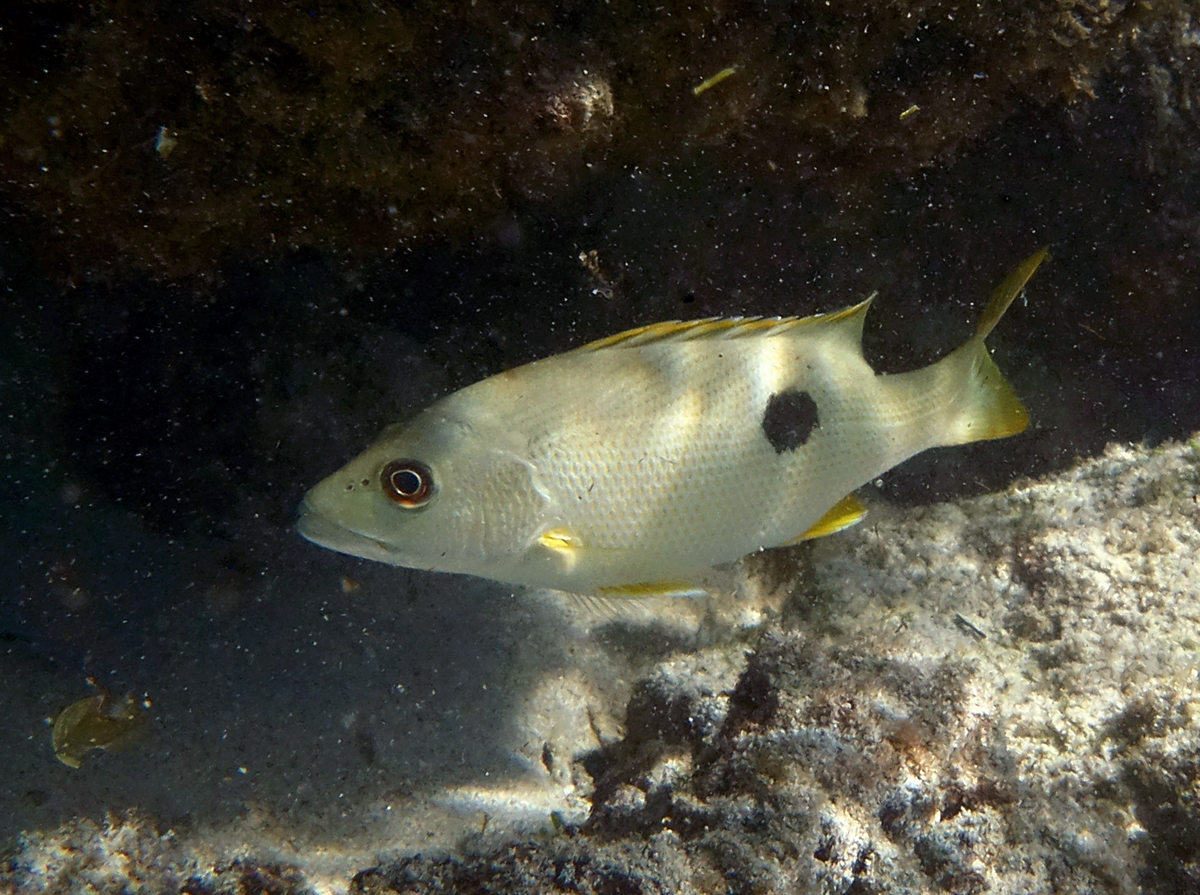
Lutjanus monostigma

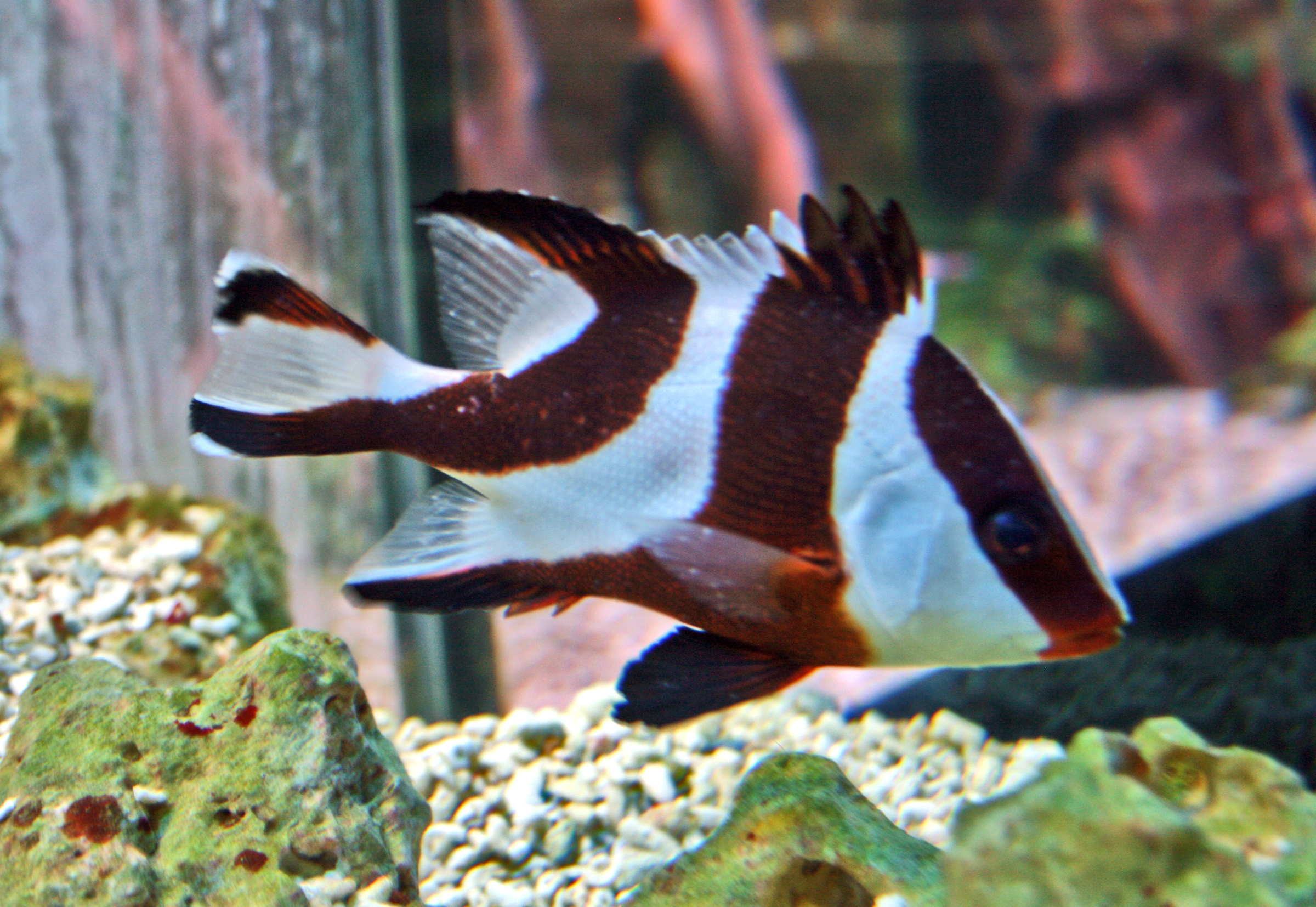
Lutjanus sebae

Lutjanus Bloch, 1790 è un genere di pesci ossei della famiglia Lutjanidae.

## Distribuzione e habitat
Il genere è presente nei mari e negli oceani tropicali e subtropicali.
Nel mar Mediterraneo è presente una specie di origine lessepsiana Lutjanus argentimaculatus, di cui è nota una sola cattura nelle acque libanesi.

## Tassonomia
Il genere comprende le seguenti specie:
- Lutjanus adetii (Castelnau, 1873)
- Lutjanus agennes Bleeker, 1863
- Lutjanus alexandrei Moura & Lindeman, 2007
- Lutjanus ambiguus (Poey, 1860)
- Lutjanus analis (Cuvier, 1828)
- Lutjanus apodus (Walbaum, 1792)
- Lutjanus aratus (Günther, 1864)
- Lutjanus argentimaculatus (Forsskål, 1775)
- Lutjanus argentiventris (Peters, 1869)
- Lutjanus bengalens is (Bloch, 1790)
- Lutjanus biguttatus (Valenciennes, 1830)
- Lutjanus bitaeniatus (Valenciennes, 1830)
- Lutjanus bohar (Forsskål, 1775)
- Lutjanus boutton (Lacepède, 1802)
- Lutjanus buccanella (Cuvier, 1828)
- Lutjanus campechanus (Poey, 1860)
- Lutjanus carponotatus (Richardson, 1842)
- Lutjanus coeruleolineatus (Rüppell, 1838)
- Lutjanus colorado Jordan & Gilbert, 1882
- Lutjanus cyanopterus (Cuvier, 1828)
- Lutjanus decussatus (Cuvier, 1828)
- Lutjanus dentatus (Duméril, 1861)
- Lutjanus dodecacanthoides (Bleeker, 1854)
- Lutjanus ehrenbergii (Peters, 1869)
- Lutjanus endecacanthus Bleeker, 1863
- Lutjanus erythropterus Bloch, 1790
- Lutjanus fulgens (Valenciennes, 1830)
- Lutjanus fulviflamma (Forsskål, 1775)
- Lutjanus fulvus (Forster, 1801)
- Lutjanus fuscescens (Valenciennes, 1830)
- Lutjanus gibbus (Forsskål, 1775)
- Lutjanus goldiei (MacLeay, 1882)
- Lutjanus goreens is (Valenciennes, 1830)
- Lutjanus griseus (Linnaeus, 1758)
- Lutjanus guilcheri Fourmanoir, 1959
- Lutjanus guttatus (Steindachner, 1869)
- Lutjanus indicus Allen, White & Erdmann, 2013
- Lutjanus inermis (Peters, 1869)
- Lutjanus jocu (Bloch & Schneider, 1801)
- Lutjanus johnii (Bloch, 1792)
- Lutjanus jordani (Gilbert, 1898)
- Lutjanus kasmira (Forsskål, 1775)
- Lutjanus lemniscatus (Valenciennes, 1828)
- Lutjanus lunulatus (Park, 1797)
- Lutjanus lutjanus Bloch, 1790
- Lutjanus madras (Valenciennes, 1831)
- Lutjanus mahogoni (Cuvier, 1828)
- Lutjanus malabaricus (Bloch & Schneider, 1801)
- Lutjanus maxweberi Popta, 1921
- Lutjanus mizenkoi Allen & Talbot, 1985
- Lutjanus monostigma (Cuvier, 1828)
- Lutjanus notatus (Cuvier, 1828)
- Lutjanus novemfasciatus Gill, 1862
- Lutjanus ophuysenii (Bleeker, 1860)
- Lutjanus papuens is Allen, White & Erdmann, 2013
- Lutjanus peru (Nichols & Murphy, 1922)
- Lutjanus purpureus (Poey, 1866)
- Lutjanus quinquelineatus (Bloch, 1790)
- Lutjanus rivulatus (Cuvier, 1828)
- Lutjanus rufolineatus (Valenciennes, 1830)
- Lutjanus rus sellii (Bleeker, 1849)
- Lutjanus sanguineus (Cuvier, 1828)
- Lutjanus sebae (Cuvier, 1816)
- Lutjanus semicinctus Quoy & Gaimard, 1824
- Lutjanus stellatus Akazaki, 1983
- Lutjanus synagris (Linnaeus, 1758)
- Lutjanus timoriens is (Quoy & Gaimard, 1824)
- Lutjanus viridis (Valenciennes, 1846)
- Lutjanus vitta (Quoy & Gaimard, 1824)
- Lutjanus vivanus (Cuvier, 1828)